# 戈当维莱
戈当维莱（法語：Godenvillers，法語發音：[ɡɔdɑ̃vile]）是法国瓦兹省的一个市镇，属于克莱蒙区。

## 地理
戈当维莱（49°35'20"N, 2°33'10"E）面积5.18 平方千米，位于法国上法蘭西大區瓦兹省，该省份为法国北部内陆省份，北起索姆省，西接厄尔省和滨海塞纳省，南至塞纳-马恩省和瓦兹河谷省，东临埃纳省。
与戈当维莱接壤的市镇（或旧市镇、城区）包括：夸夫雷勒、栋夫龙、栋皮埃尔、费里耶尔、迈涅莱-蒙蒂尼、勒普卢瓦龙、特里科。
戈当维莱的时区为UTC+01:00、UTC+02:00（夏令时）。

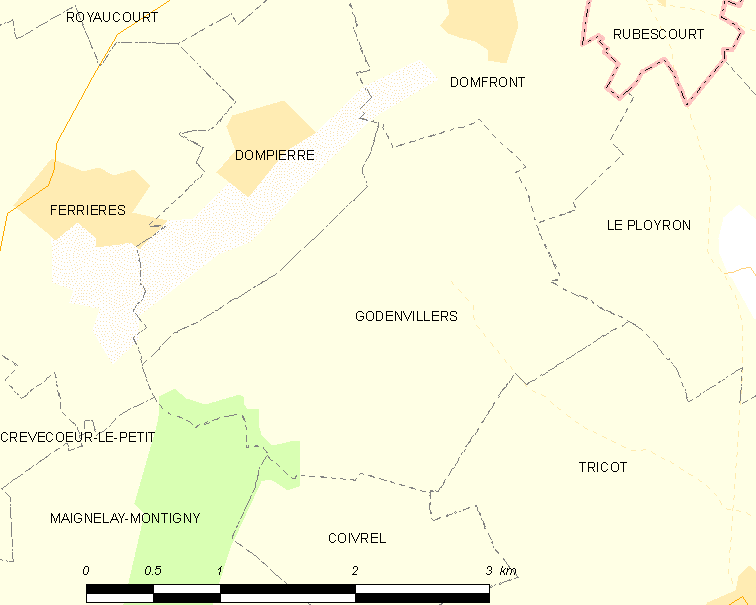
戈当维莱的OSM定位图

## 行政
戈当维莱的邮政编码为60420，INSEE市镇编码为60276。

## 政治
戈当维莱所属的省级选区为埃斯特雷圣但尼县。

## 人口

1962-2008年间戈当维莱人口变化图示

戈当维莱于2022年1月1日时的人口数量为200人。